# أللو
أللو هي قرية في مقاطعة مراغة، إيران. عدد سكان هذه القرية هو 30 في سنة 2006.